# Mirza Kapetanović
Mirza Kapetanović (ur. 30 czerwca 1959 w Sarajewie) – bośniacki piłkarz występujący na pozycji obrońcy. Reprezentant Jugosławii.

## Kariera klubowa
Kapetanović karierę rozpoczynał w sezonie 1979/1980 w zespole FK Sarajevo, grającym w pierwszej lidze jugosłowiańskiej. W debiutanckim sezonie wywalczył z nim wicemistrzostwo Jugosławii, a w sezonie 1984/1985 mistrzostwo Jugosławii. W sezonie 1982/1983 wraz z zespołem dotarł zaś do finału Pucharu Jugosławii. Graczem FK Sarajevo był przez 9 lat.
W 1988 roku Kapetanović przeszedł do niemieckiego drugoligowca, Kickers Offenbach. W 2. Bundeslidze zadebiutował 23 lipca 1988 w zremisowanym 2:2 meczu z Viktorią Aschaffenburg. W sezonie 1988/1989 spadł z klubem do Oberligi. W 1990 roku został zawodnikiem enerdowskiego drugoligowca, Wismutu Aue, gdzie po sezonie 1990/1991 zakończył karierę.

## Kariera reprezentacyjna
W reprezentacji Jugosławii Kapetanović zadebiutował 1 czerwca 1983 w wygranym 1:0 towarzyskim meczu z Rumunią. W latach 1983–1985 w drużynie narodowej rozegrał 6 spotkań.